# Francisco Sá (gemeente)
Francisco Sá is een gemeente in de Braziliaanse deelstaat Minas Gerais. De gemeente telt 25.994 inwoners (schatting 2009).

## Aangrenzende gemeenten
De gemeente grenst aan Capitão Enéas, Grão Mogol, Janaúba, Juramento, Montes Claros en Riacho dos Machados.